# سهیلا نظام آبادی
سهیلا نظام آبادی (زاده ۱۳۶۸-۰۳-۰۱) بازیکن فوتبال ایرانی است که در باشگاه فوتبال زنان شهرداری سیرجان در لیگ کوثر حضور دارد.

## زندگی
نظام آبادی زاده ۱ فروردین ۱۳۶۸ در بم، استان کرمان است.

## حرفه

### ملی
وی با پیراهن شماره ۲۰ در تیم ملی زنان ایران بازی می‌کند.

### باشگاهی
وی در حال حاضر با پیراهن شماره ۲۰ در باشگاه فوتبال زنان شهرداری سیرجان به عنوان کاپیتان حضور دارد.